# Spilanthes montana
Spilanthes montana là một loài thực vật có hoa trong họ Cúc. Loài này được Britton & S.F.Blake miêu tả khoa học đầu tiên năm 1920.